# Le donne curiose

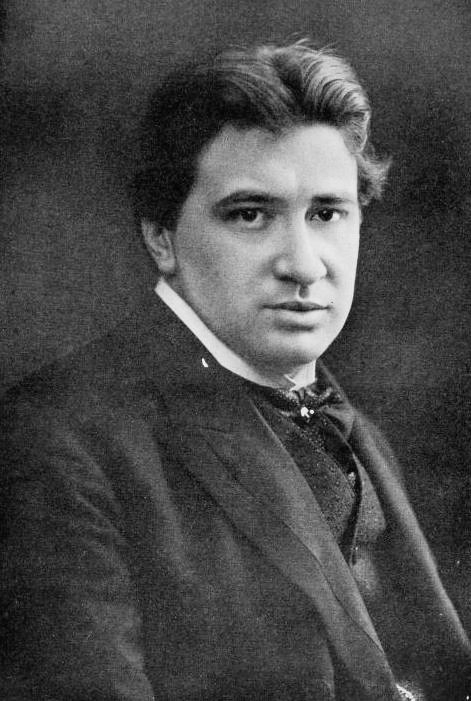
Ermanno Wolf-Ferrari 1906

Le donne curiose (Nyfikna fruar) är en opera i tre akter med musik av Ermanno Wolf-Ferrari och text av tonsättaren tillsammans med Luigi Sugana efter Carlo Goldonis skådespel med samma namn.

## Historia
När Wolf-Ferrari 24 år gammal fick sin första opera, La Cenerentola ("Askungen"), uppförd i Venedi 1900 gjorde den fiasko i hemlandet, men blev en aktningsvärd framgång vid den tyska premiären i Bremen 1902. Teaterdirektören Friedrich Erdmann-Jesnitzer, rådde honom att utnyttja Goldonirenässansen. Han följde rådet och tonsatte Goldonis komedi Nyfikna fruar efter den italienska texten, som han sedan lät översätta till tyska (Die neugierigen Frauen) för uruppförandet på Residenztheater i München den 27 november 1903.
Svensk premiär på Kungliga Operan i Stockholm 15 maj 1907.

## Buffaoperans renässans
Wolf-Ferrari trodde själv att eftervärlden bara skulle betrakta hans opera som ett "tillfällighetsverk". Men operan gav i själva verket tonsättaren hederstiteln "Mozart redivivus" (Den återuppståndne Mozart). Operan gav också upphov till en renässans för buffaoperan. Wolf-Ferrari använde sig av en för samtiden modern harmonik och melodik, som han berikade med utvalda historiska stilidiom. Han vände sig mot den förhärskande trenden med monumentala orkesterklanger och valde istället att skriva för liten orkester, som garanterade transparens. Utan att göra avkall på ledmotiviskt arbete integrerade han tydligt framträdande arior och byggde därigenom upp verket som en fulländad genomkomponerad nummeropera. I rask följd efter uruppförandet hade hans opera uppförts på 27 tyska scener och i Wien (1905) dirigerade Gustav Mahler personligen alla tio föreställningarna. Den enorma framgången stärkte Wolf-Ferrari i hans beslut att fortsätta på den inslagna vägen.

## Personer
- Ottavio, en rik venetiansk borgare (bas)
- Beatrice, hans hustru (mezzosopran)
- Rosaura, deras dotter (sopran)
- Florindo, Rosauras fästman (tenor)
- Pantalone, en venetiansk köpman (baryton)
- Lelio (baryton)
- Leandro (tenor)
- Colombina, Beatrices och Rosauras kammarjungfru (sopran)
- Eleonora, Lelios hustru (sopran)
- Arlecchino, Pantalones tjänare (bas)
- Asdrubale (tenor)
- Almorò (tenor)
- Alvise (tenor)
- Lunardo (bas)
- Mòmolo (bas)
- Mènego (bas)
- Två gondoljärer (tenor, bas)
- En tjänare i Ottavios hushåll (stum roll)
- Tjänare, gondoljärer, män och kvinnor av folket (kör statister)

## Handling
Inga kvinnor har tillträde till Pantalones herrklubb. När han med anledning av klubbmedlemmen Florindos bröllop anordnar en fest, blir kvinnorna nyfiknare än någonsin. De spekulerar över vilka laster som herrarna ägnar sig åt: hasardspel eller otillbörlig kärlek. Trots kvinnornas intensiva försök att få reda på vad som pågår, lyckas männen undvika att besvara deras frågor. Till och med Florindo vägrar berätta för sin Rosaura. När Rosauras hot om att slå upp förlovningen inte leder någon vart, låtsas hon falla i vanmakt och lyckas därigenom locka ur sin fästman lösenordet "amicizia" (vänskap eller kärleksförbindelse). Beatrice, Eleonora och Rosaura lyckas lura av sina män nyckeln. Men trots att de är förklädda blir de igenkända och släpps inte in. Arlecchino låter dem kasta en blick genom dörrspringan. Men där pågår bara en vanlig herrmiddag utan några oegentligheter. Männen förlåter de skamsna kvinnorna och därefter tar alla del i den glada festen.